# Glenda (mascote)

Glenda, the Plan 9 Bunny

Glenda é a mascote do sistema operacional distribuído Plan 9 from Bell Labs. Ela foi desenhada por Renée French e existem três versões. Uma com um fundo branco, outra com um fundo preto e outra com a mascote desenhada com um capacete de astronauta na cabeça. Estes desenhos estão sobre a Lucent Public License, que é uma licença open source (Código aberto).
O nome Plan 9 vem do filme de Ed Wood Plan 9 from Outer Space, e Glenda vem do filme Glen or Glenda do mesmo diretor. Renée French que desenhou a mascote é esposa de um dos criadores do Plan 9, Rob Pike.